# Mammillaria muehlenpfordtii
Mammillaria muehlenpfordtii es una especie perteneciente a la familia Cactaceae. Es endémico de Guanajuato, Querétaro y San Luis Potosí en México. Su hábitat natural son los áridos desiertos. Se ha extendido por el mundo como planta ornamental. 

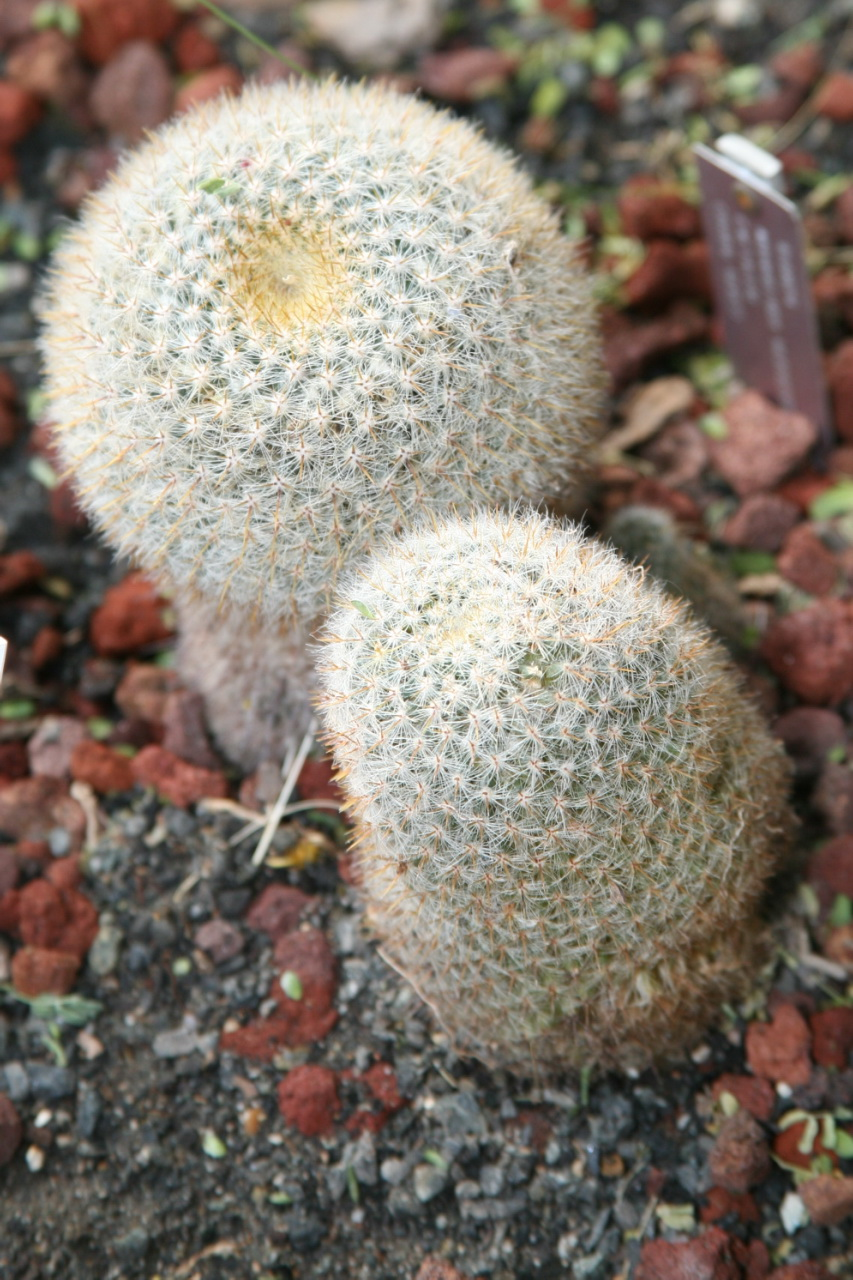
Vista de la planta

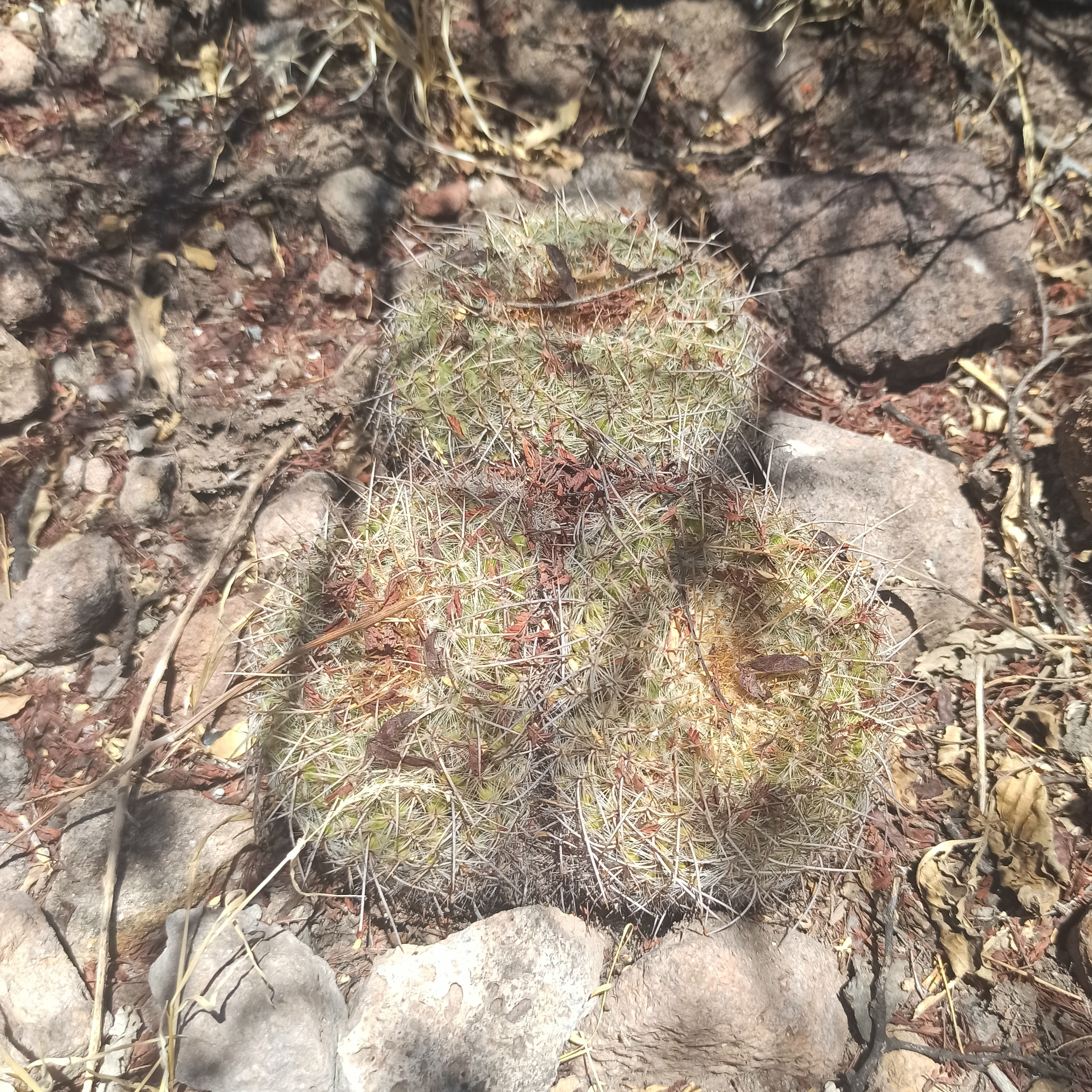
Planta en su hábitat natural

## Descripción
Mammillaria muehlenpfordtii es una planta suculenta esférica,  para dicotómica que tiende a la división. Las plantas más viejas a menudo forman grandes plantas en forma de racimo. Las costillas son ocupadas con cerdas caídas gris-verde y cónicas. Las axilas son ocupados por numerosas cerdas blancas, finas que son más lanudas. Tiene por lo menos 30 a 50 espinas radiales de color blanco a blanco-amarillo, de 4 mm espinas largas y 2-6  espinas centrales verticales. El color de las espinas centrales varía mucho entre amarillento a marrón y gris, y tienen una longitud de entre 2 a 40 mm. Las flores aparecen como en todas las especies del género Mammillaria en la corona. Son de color carmesí y alcanzan un tamaño de 1,5 cm de longitud y diámetro. Los largos frutos son de color rojo brillante. Las semillas son de color marrón.

## Taxonomía
Mammillaria muehlenpfordtii fue descrita por Michael Joseph François Scheidweiler y publicado en Allgemeine Gartenzeitung 15: 49. 1847.
Etimología
Mammillaria: nombre genérico que fue descrita por vez primera por Carolus Linnaeus como Cactus mammillaris en 1753, nombre derivado del latín mammilla = tubérculo, en alusión a los tubérculos que son una de las características del género.
muehlenpfordtii: epíteto otorgado en honor del botánico  Friedrich Mühlenpfordt.
Sinonimia
- Mammillaria celsiana
- Mammillaria neopotosina